# Bledius dimidiatus
Bledius dimidiatus är en skalbaggsart som beskrevs av Leconte 1877. Bledius dimidiatus ingår i släktet Bledius och familjen kortvingar. Inga underarter finns listade i Catalogue of Life.